# Jaúi egyházmegye
A Jaúi egyházmegye a brazíliai katolikus egyház egyik egyházmegyéje, a Campinasi főegyházmegye szuffragán egyházmegyéje. 2024-ben 434 783 lakosából 311 096 megkeresztelkedett. A szék üresen áll, arra vár, hogy a megválasztott Francisco Carlos da Silva püspök birtokba vegye.

## Területe
Az egyházmegyéhez 15 település tartozik a brazil São Paulo államban: Jaú, Bariri, Barra Bonita, Bocaina, Borborema, Brotas, Dois Córregos, Ibitinga, Itaju, Itápolis, Itapuí, Mineiros do Tietê, Nova Europa, Tabatinga és Torrinha.
A püspöki székhely Jaú városa, ahol a Védelmező Boldogasszony-székesegyház található.

## Plébániák
A terület 6018 km²-en terül el, és 47 plébániára oszlik.

## Történelem
Az egyházmegyét 2024. június 26-án alapította Ferenc pápa,  a São Carlos-i egyházmegyétől leválasztott területen szervezte meg .